# Ánizsszagú fűrészgomba
Az ánizsszagú fűrészgomba vagy ánizsszagú fagomba (Lentinellus cochleatus) Magyarországon is előforduló, élősködő gomba. Általában elhalt fákon, gyökereken és lehullott korhadt ágakon terem, de egészséges fatörzseken is előfordulhat.

## Előfordulása
Európában általános elterjedésű faj, a tengerparti régióktól az alpesi völgyeik megtalálható. Magyarországon nem gyakori faj. Lombos fák törzsén vagy tuskóján ősszel nő. Gyakran korhasztja a talajfelszínhez közel fekvő elhalt, vastagabb fagyökereket és ha ezeken kezd teremni, úgy tűnik mintha népes csoportja nem is a fán, hanem a talajon ülne.

## Megjelenése
Kalapja 2,5-7 (9) cm széles, tölcsér formájú, gyakran féloldalas, szabálytalanul lebenyes és hajlott. Színe többé-kevésbé fakóbarna, vörösesbarna vagy világos bőr sárga. A sűrűn álló lemezek a tönkre mélyen lefutók, keskenyek, és az élük fűrészesen cakkozott. Először fehérek, később halvány hússzínűek.
A bordás-ráncos tönkje 3–9 cm hosszú és kb. 0,5-1,5 cm vastag, lefelé elvékonyodó. Egy tőből rendszerint több termőtest fejlődik ki, csoportos növésű. A felülete többnyire kalapszínű, az alsó része sötétebb vörösbarna.
Húsa vékony, fehéres vagy halványvöröses, bőrszerű, szívós, intenzív ánizsszagú, enyhe ízű.
Spórapora fehér. Spórája 4-5,5 x 3,2-4,5 µm méretű, szélesen elliptikus alakú. 

## Felhasználhatósága
Ehető gomba, de nagyon szívós húsú. Fűszerként is alkalmazható szárítás és őrlés után.

## Összetéveszthetősége
Néhány mikológus a Lentinellus cochleatus var. inolens változatot is megkülönbözteti. Ennek nincs ánizsszaga, Európa egyes részein ismert, így Franciaországban, Csehországban, Szlovákiában és Németországban. A köldökös fagomba (L. Omphalodes) többnyire a földben levő fadarabokon, különösen égeren terem. Az (L. Vulpinus) is csoportos, többnyire nagyobb, de rövidebb tönkű, és nem ánizsszagú. Lombosfa- és fenyőtuskókon nő.

## Megjegyzés
A Lentinellus nemzetséget 9 faj képviseli Európában. Szívós, excentrikus vagy oldaltálló, gyakran tönk nélküli termőtest, fűrészes lemezélek jellemzik. Fán vagy famaradványokon teremnek. A cochleatus jelentése csiga vagy fül formájú.